# Chen Bolin
Chen Bolin (chinês tradicional: 陳柏霖, chinês simplificado: 陈柏霖, pinyin: Chén Bólín, Taipei, 27 de agosto de 1983) é um ator taiwanese. Ele ganhou o 47º Golden Bell Awards na categoria de Melhor Protagonista de uma Série de Televisão, pela sua atuação em In Time with You.

## Carreira
Bolin começou sua carreira como modelo. Em 2002, ele conseguiu protagonizar o seu primeiro filme, Blue Gate Crossing. Em 2004, ele começou a fazer filmes em Hong Kong, entre eles, Twins Effect 2: Blade of the Rose. Em abril de 2011, Bolin atuou na série de televisão In Time with You, ao lado de Ariel Lin.

## Filmografia

### Filmes
| Ano  | Título                            | Outro Título           | Papel                        |
| ---- | --------------------------------- | ---------------------- | ---------------------------- |
| 2002 | Blue Gate Crossing                | 藍色大門               | Zhang Shi Hao (張士豪)       |
| 2004 | Twins Effect 2: Blade of the Rose | 千機變II 花都大戰      | Blockhead (柴頭)             |
| 2004 | Love of May                       | 五月之戀               | Ah Lei (阿磊)                |
| 2004 | 20 30 40                          |                        | rock musician                |
| 2004 | Last Love First Love              | 最後的愛，最初的愛     | Ah De (阿德)                 |
| 2005 | A Chinese Tall Story              | 情癲大聖               | Sun Wukong (孫悟空)          |
| 2005 | Bug Me Not!                       | 蟲不知                 | Hyland (高原)                |
| 2005 | About Love                        | 關於愛                 | Yao (姚)                     |
| 2005 | See Ghost 10                      | 見鬼10                 | Tak Zai (得仔)               |
| 2006 | Sugar & spice: Fûmi zekka         | Sugar & Spice 風味絕佳 | Mike (マイク)                |
| 2006 | Tripping                          | 神游情人               | Ah Ming (阿明)               |
| 2006 | Silk                              | 诡丝                   | Ren (守仁)                   |
| 2006 | McDull, the Alumni                | 春田花花同學會         |                              |
| 2006 | Kurai tokoro de machiawase        | 在黑暗中等待           | Akihiro Oishi (大石アキヒロ) |
| 2008 | Kung Fu Dunk                      | 功夫灌籃               | Ting Wei (丁偉)              |
| 2008 | PK.COM.CN                         |                        | jì Yín chuān (季銀川)        |
| 2008 | Brotherhood of Legio              | 神選者                 |                              |
| 2008 | Give Love                         | 愛得起                 | Yat-tong (日東)              |
| 2009 | Snowfall in Taipei                | 台北飄雪               |                              |
| 2009 | My Airhostess Roommate            | 戀愛前規則             | liù fēi (陸飛)               |
| 2009 | Gasp                              | 氣喘吁吁               | lĭ xīn hóng (李心紅)         |
| 2009 | L-O-V-E                           | 愛到底                 | Garçom                       |
| 2010 | Buddha Mountain                   | 觀音山                 | dīng bō (丁波)               |
| 2010 | Kung Fu Hip-Hop 2                 | 精舞門2                |                              |
| 2011 | Lovesick                          | 戀愛恐慌症             | Lu Zhe Han (陸哲瀚)          |
| 2012 | Silent Code                       | BBS鄉民的正義          | King (顏正宇)                |
| 2012 | Dive in                           | 這一刻愛吧             | Wei Xiao You (韋小友)        |
| 2012 | Shuffle                           |                        |                              |
| 2012 | Chinese Zodiac                    | 十二生肖               | Wu Qing (吳清)               |
| 2013 | Machi Action                      | 變身                   | Tie Nan (鐵男)               |
| 2013 | Dive in 2013                      | 這一刻愛吧 2013        | Wei Xiao You (韋小友)        |
| 2013 | Campus Confidential               | 愛情無全順             | Lucky Wu (吳全順)            |
| 2014 | Lock Me Up, Tie Him Down          | 完美假妻               |                              |
| 2014 | The Continent                     | 後會無期               | Jiang He (江河)              |
| 2015 | 20 Once Again                     | 重返20歲               | Tan Zi Ming (譚子明)         |
| 2015 | Distance                          | 再見，在也不見         |                              |
| 2015 | Bad Guys Always Die               | 壞蛋必須死             | Qiang Zi (強子)              |
| 2015 | Go Lala Go 2                      | 杜拉拉追婚記           | Chen Feng (陳豐)             |
| 2015 | Surprise                          | 萬萬沒想到 ：西遊篇    | Tang Monk (唐僧)             |

### Televisão
| Ano  | Título                                        | Outro Título               | Papel                |
| ---- | --------------------------------------------- | -------------------------- | -------------------- |
| 1999 | Robbers and Angels                            | 強盜與天使                 |                      |
| 2002 | Speed Youth                                   | 極速青春                   | Bo Lin (柏林)        |
| 2003 | Crystal Boys                                  | 孽子                       | Jovem no bar         |
| 2007 | Tokyo Tower                                   | 東京鐵塔                   | Leo (レオ・リー)     |
| 2007 | Tatta ichido no Yuki: Sapporo 1972            | 1972最後的雪季SAPPORO      |                      |
| 2009 | Marriage of Women with Different Blood Groups | 各種血型女人結婚的方法-O型 | zhāng ài dí (張愛迪) |
| 2010 | Modern People                                 | 摩登新人類                 |                      |
| 2011 | In Time with You                              | 我可能不會愛你             | Li Da Ren (李大仁)   |
| 2016 | Monster                                       | 몬스터                     | Participação         |

### Programas de variedades
| Ano  | Título         | Função    | Rede       | Notas                                             |
| ---- | -------------- | --------- | ---------- | ------------------------------------------------- |
| 2016 | We Are in Love | Ele mesmo | Jiangsu TV | versão chinesa de We Got Married, com Song Ji-hyo |